# Pseudophrynamine
Les pseudophrynamines sont des alcaloïdes indoliques (3a-prényl pyrrolo[2,3-b]indoles) toxiques produits par la peau de grenouilles australiennes du genre Pseudophryne (notamment Pseudophryne coriacea et Pseudophryne corroboree).